# Sigeric van Essex
Sigeric  was van 758 tot 798 koning van Essex, hij was de zoon van Saelred. In 798 trad hij af en ging op pelgrimstocht naar Rome.
Net als zijn voorgangers was Sigeric geen onafhankelijke heerser, maar afhankelijk van het koninkrijk Mercia.